# Live (AC/DC-Album)
Live, auch bekannt unter dem Namen AC/DC Live, ist das zweite offizielle Livealbum der australischen Hard-Rock-Band AC/DC. Es wurde in den Jahren 1990 und 1991 aufgenommen und erschien am 27. Oktober 1992 auf Atco, einem Sublabel von Atlantic Records.

## Hintergrund
Da AC/DC bisher noch kein Kompilationsalbum veröffentlicht haben und Live die wichtigsten Hits der Band enthält, kann das Album als Ersatz für eine Best-of-Compilation dienen. Zudem ist es das erste Mal in der Geschichte der Band, dass ihre bekanntesten Songs in Liveversionen erscheinen. Zwar war mit If You Want Blood You’ve Got It schon 1978 ein Livealbum von AC/DC auf den Markt gekommen, doch war dieses vor dem großen kommerziellen Durchbruch der Band aufgenommen worden, weshalb viele Songs, die heute als Klassiker gelten, fehlen. Zudem wurde dieses noch mit dem 1980 verstorbenen Sänger Bon Scott aufgenommen.
Die Live-Version von Highway to Hell mit dem Instrumental Bonny als Intro wurde als Single ausgekoppelt und erreichte in den UK Top 40 Platz 14. Bonny benutzt die Melodie des Lieds The Bonnie Banks of Loch Lomond und ist Bon Scott gewidmet. Anders als bei If You Want Blood You’ve Got It wurden die Lieder nicht gänzlich zusammengeschnitten, die meisten Lieder werden auf beiden Albumversionen ausgeblendet, bevor ein weiteres Lied folgt. Nur einige Songs die (mehr oder weniger) zusammenhängend aufgenommen wurden, haben einen flüssigen Übergang.
Live war die letzte Album-Veröffentlichung AC/DC's mit Chris Slade am Schlagzeug. Danach folgte lediglich noch die Single Big Gun zum Soundtrack für „The Last Action Hero“. Für das Nachfolgealbum Ballbreaker kehrte Phil Rudd zurück, der schon auf den ersten Alben der Band gespielt hatte.

## Titellisten

### Single-Disc-Version
1. Thunderstruck (Angus Young, Malcolm Young) – 6:34 (Album: The Razors Edge, 1990)
2. Shoot to Thrill (Angus Young, Malcolm Young, Brian Johnson) – 5:21 (Album: Back in Black, 1980)
3. Back in Black (Angus Young, Malcolm Young, Brian Johnson) – 4:28 (Album: Back in Black, 1980)
4. Who Made Who (Angus Young, Malcolm Young, Brian Johnson) – 5:15 (Album: Who Made Who, 1986)
5. Heatseeker (Malcolm Young, Angus Young, Brian Johnson) – 3:37 (Album: Blow Up Your Video, 1988)
6. The Jack (Angus Young, Malcolm Young, Bon Scott) – 6:56 (Album: T.N.T., 1975)
7. Moneytalks (Angus Young, Malcolm Young) – 4:18 (Album: The Razors Edge, 1990)
8. Hells Bells (Angus Young, Malcolm Young, Brian Johnson) – 6:01 (Album: Back in Black, 1980)
9. Dirty Deeds Done Dirt Cheap (Angus Young, Malcolm Young, Bon Scott) – 5:02 (Album: Dirty Deeds Done Dirt Cheap, 1976)
10. Whole Lotta Rosie (Angus Young, Malcolm Young, Bon Scott) – 4:30 (Album: Let There Be Rock, 1977)
11. You Shook Me All Night Long (Angus Young, Malcolm Young, Brian Johnson) – 3:54 (Album: Back in Black, 1980)
12. Highway to Hell (Angus Young, Malcolm Young, Bon Scott) – 3:58 (Album: Highway to Hell, 1979)
13. T.N.T. (Angus Young, Malcolm Young, Bon Scott) – 3:47 (Album: T.N.T., 1975)
14. For Those About to Rock (We Salute You) (Angus Young, Malcolm Young, Brian Johnson) – 7:18 (Album: For Those About to Rock (We Salute You), 1981)

### 2 CD Collector's Edition

#### Disc 1
1. Thunderstruck (Angus Young, Malcolm Young) – 6:34 (Album: The Razors Edge, 1990)
2. Shoot to Thrill (Angus Young, Malcolm Young, Brian Johnson) – 5:23 (Album: Back in Black, 1980)
3. Back in Black (Angus Young, Malcolm Young, Brian Johnson) – 4:28 (Album: Back in Black, 1980)
4. Sin City (Angus Young, Malcolm Young, Bon Scott) – 5:40 (Album: Powerage, 1978)
5. Who Made Who (Angus Young, Malcolm Young, Brian Johnson) – 5:16 (Album: Who Made Who, 1986)
6. Heatseeker (Malcolm Young, Angus Young, Brian Johnson) – 3:37 (Album: Blow Up Your Video, 1988)
7. Fire Your Guns (Angus Young, Malcolm Young) – 3:40 (Album: The Razors Edge, 1990)
8. Jailbreak (Angus Young, Malcolm Young, Bon Scott) – 14:46 (Album: Dirty Deeds Done Dirt Cheap, 1976) (Australische Version / '74 Jailbreak EP, 1984)
9. The Jack (Angus Young, Malcolm Young, Bon Scott) – 6:56 (Album: T.N.T. , 1975)
10. The Razors Edge (Angus Young, Malcolm Young) – 4:35 (Album: The Razors Edge, 1990)
11. Dirty Deeds Done Dirt Cheap (Angus Young, Malcolm Young, Bon Scott) – 5:02 (Album: Dirty Deeds Done Dirt Cheap, 1976)
12. Moneytalks (Angus Young, Malcolm Young) – 4:21 (Album: The Razors Edge, 1990) *

#### Disc 2
1. Hells Bells (Angus Young, Malcolm Young, Brian Johnson) – 6:01 (Album: Back in Black, 1980)
2. Are You Ready (Angus Young, Malcolm Young) – 4:34 (Album: The Razors Edge, 1990)
3. That’s the Way I Wanna Rock 'n' Roll (Malcolm Young, Angus Young, Brian Johnson) – 3:57 (Album: Blow Up Your Video, 1988)
4. High Voltage (Angus Young, Malcolm Young, Bon Scott) – 10:32 (Album: T.N.T., 1975)
5. You Shook Me All Night Long (Angus Young, Malcolm Young, Brian Johnson) – 3:54 (Album: Back in Black, 1980)
6. Whole Lotta Rosie (Angus Young, Malcolm Young, Bon Scott) – 4:30 (Album: Let There Be Rock, 1977)
7. Let There Be Rock (Angus Young, Malcolm Young, Bon Scott) – 12:17 (Album: Let There Be Rock, 1977)
8. Bonny (schottisches Traditional) – 1:03 (zuvor unveröffentlicht) *
9. Highway to Hell (Angus Young, Malcolm Young, Bon Scott) – 3:53 (Album: Highway to Hell, 1979)
10. T.N.T. (Angus Young, Malcolm Young, Bon Scott) – 3:48, (Album: T.N.T., 1975)
11. For Those About to Rock (We Salute You) (Angus Young, Malcolm Young, Brian Johnson) – 7:09 (Album: For Those About to Rock (We Salute You), 1981)

Die mit * gekennzeichneten Lieder sind nicht auf der LP-Version, sondern nur auf CD enthalten.

### 2 CD Collector's Edition Japan
Auf der japanischen Ausgabe befindet sich noch als Bonustrack der Song Hell ain't a bad place to be.

## Kritiken

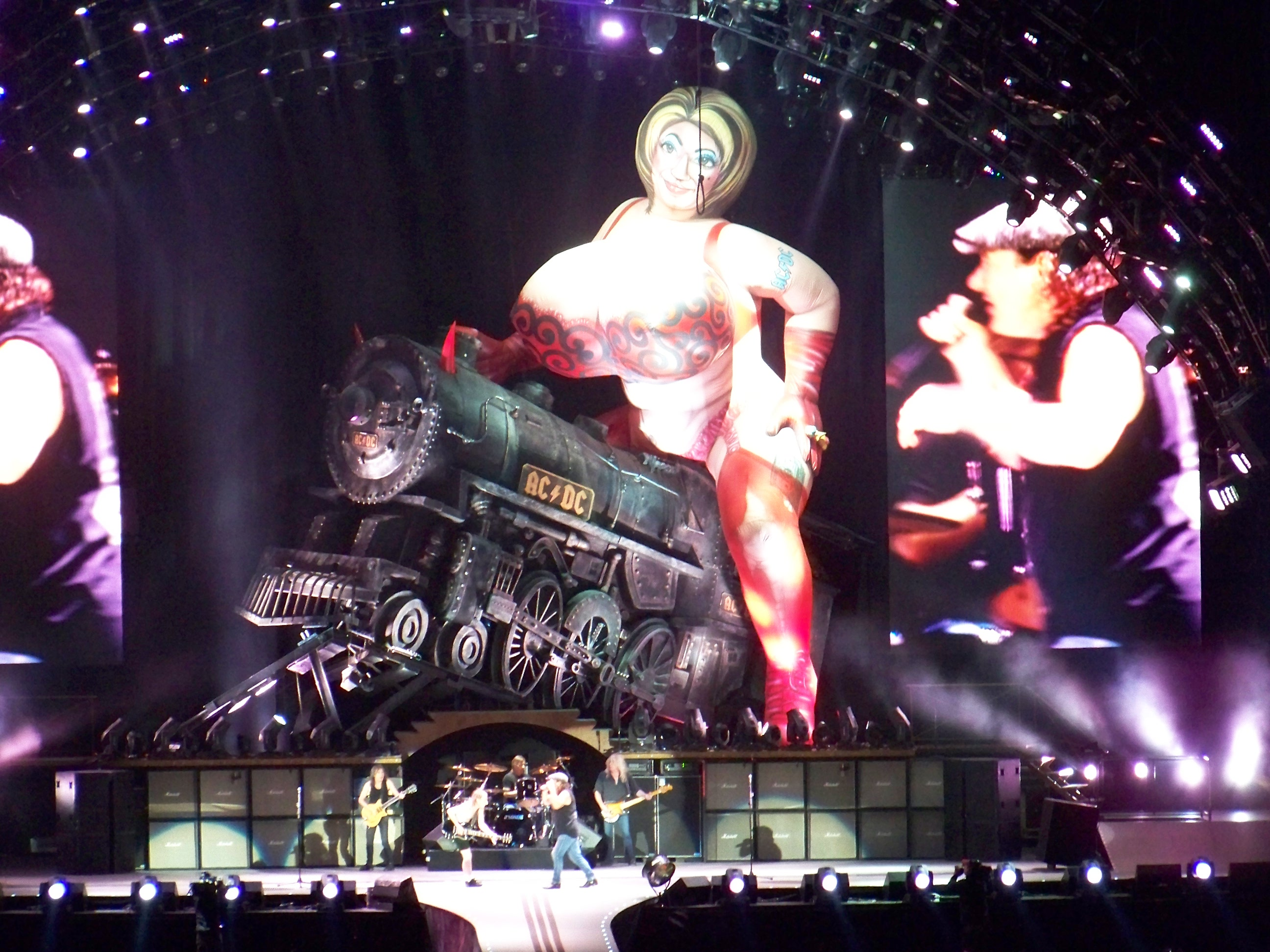
AC/DC spielen Whole Lotta Rosie live in Madrid, Spanien (2009)

Live erschien zeitgleich in einer Single-Disc-Version und als Doppelalbum mit dem Zusatz 2 CD Collector’s Edition.
Auch von der Kritik wurde das Album eher positiv aufgenommen. So schrieb beispielsweise das HiFi-Magazin Audio: „Wer auf den rotzigen Rock der Gebrüder Young & Co. steht, wird von dieser druckvollen Konzert-Konserve kaum enttäuscht. Live eröffnet der bewährte Hauruck-Hardrock aus Australien gegenüber den Studioalben zwar keine neuen musikalischen Welten, als Best-of-Sammlung geht er allerdings spielend durch. Und zwar wahlweise als Doppeldecker mit 23 Stücken für Fans, die wirklich alles brauchen, oder in der Light-Version mit nur 14 Titeln, die immer noch genügend Standardwerke aus allen Schaffensphasen beinhaltet.“
Im Magazin Rock Hard ist man etwas geteilter Meinung. 1992 wurde in der Ausgabe 66 von Frank Albrecht folgendes Urteil veröffentlicht: „Genau 13 Jahre sind seit dem Release der legendären ersten AC/DC-Live-LP vergangen. Dass sich diese Band immer noch größter Beliebtheit erfreut, ist erstaunlich und durch konstant ehrliche Musik und Liveshows auch verdient. Aber daß AC/DC den Kultstatus jener LP noch einmal erreichen würden, war von vornherein auszuschließen. Das schafft höchstens der CD-Bootleg einer Hammersmith-Show von 1979, die seinerzeit von einer Radiostation mitgeschnitten wurde. Trotzdem hat das nun veröffentlichte Live-Doppelalbum seine Reize, denn Liveaufnahmen mit Brian Johnson waren bislang Mangelware und allenfalls auf Single-B-Seiten zu finden. Außerdem wird mit 23 Songs die komplette Show der letztjährigen Tour geboten, was auch nicht gerade üblich ist. Und doch vermisse ich irgendwie den Mut zum Risiko auf diesem Werk. Alles klingt zu glatt, zu perfekt, als wenn das Teil noch reichlich nachbearbeitet worden wäre. Außerdem wurde das Publikum zu sehr in den Hintergrund gemischt. Normalerweise sind die Fans beim Set-Opener Thunderstruck lauter als die Band. Auf diesem Album hört man sie hingegen überhaupt nicht. Musikalisch können AC/DC selbstverständlich überzeugen, aber ein bißchen mehr Natürlichkeit hätte der Sache nicht geschadet.“ Er vergab acht von zehn möglichen Punkten. In einem späteren Review im selben Magazin zeigte sich Götz Kühnemund mehr angetan und fasste zusammen: „Endlich! 16 Jahre mussten Europas AC/DC-Fans warten und sich mit teuren Bootlegs begnügen, bevor sie dieses edle Doppel-Livealbum in den zitternden Fingern halten durften! Und die Fehler von If You Want Blood... wurden diesmal vermieden: Die Produktion klingt absolut authentisch, und es wurden alle Klassiker untergebracht, die in ein zweistündiges Programm passen. Von Thunderstruck über Back in Black und Sin City bis hin zu For Those About to Rock sind sämtliche Standards in packenden Versionen, erstaunlich kraftvoll und souverän von Brian gesungen, enthalten. Klasse!“ Götz Kühnemund vergab in seinem Review die volle Punktzahl.
Das Album wird in der Kritik von Jörg Staude im Metal Hammer als längst überfällig und von hoher Qualität beschrieben. AC/DC werden als eine der besten Live-Bands der Welt gelobt, die eine unschlagbare Bühnenpräsenz hätten. Die Kritik hebt hervor, dass das Album viele der großen Hits der Band enthalte. Trotz des überwiegend positiven Feedbacks gibt es auch kritische Anmerkungen. So wird bemängelt, dass einige Songs wie Hells Bells, Heatseeker und Sin City zu schnell gespielt worden seien und dass der neue Drummer Chris Slade manchmal wie eine gefühllose Maschine wirke. Außerdem wird die Frage aufgeworfen, warum die Aufnahmen der letzten Monsters Of Rock- und Super Rock-Tour nicht ohne Ausblendungen abgemischt worden seien. Insgesamt jedoch wird das Album als bedeutender Beitrag zur Diskografie von AC/DC gewertet, das die Band endgültig in die Ahnenreihe der großen Rock-Gruppen einreihe.

## Kommerzieller Erfolg

### Chartplatzierungen
Das Album profitierte von dem großen Erfolg des vorigen Albums The Razors Edge und schaffte recht gute Chartplatzierungen. So kam es in den US-amerikanischen Billboard 200 bis auf Platz 15, in den britischen Albencharts sogar auf Platz 5, ebenso wie auch in Deutschland. In Australien war es gar das erste Album der Band seit For Those About to Rock 1981, das die Spitzenposition erreichte. Die Collector’s Edition schaffte separat von der Single-Disc-Version einen Einstieg in die amerikanischen Billboard 200 auf Platz 34.
| ChartsChartplatzierungen       | Höchstplatzierung | Wochen |
| ------------------------------ | ----------------- | ------ |
| Australien (ARIA)              | 1 (23 Wo.)        | 23     |
| Deutschland (GfK)              | 15 (17 Wo.)       | 17     |
| Österreich (Ö3)                | 15 (4 Wo.)        | 4      |
| Schweiz (IFPI)                 | 10 (34 Wo.)       | 34     |
| Vereinigte Staaten (Billboard) | 15 (48 Wo.)       | 48     |
| Vereinigtes Königreich (OCC)   | 5 (7 Wo.)         | 7      |

| ChartsJahrescharts (1992) | Platzierung |
| ------------------------- | ----------- |
| Australien (ARIA)         | 38          |

| ChartsChartplatzierungen       | Höchstplatzierung | Wochen |
| ------------------------------ | ----------------- | ------ |
| Australien (ARIA)              | 44 (3 Wo.)        | 3      |
| Deutschland (GfK)              | 5 (22 Wo.)        | 22     |
| Österreich (Ö3)                | 7 (26 Wo.)        | 26     |
| Schweiz (IFPI)                 | 5 (19 Wo.)        | 19     |
| Vereinigte Staaten (Billboard) | 34 (14 Wo.)       | 14     |

### Auszeichnungen für Musikverkäufe
| Land/Region                  | Auszeichnungen für Musikverkäufe (Land/Region, Auszeichnung, Verkäufe) | Verkäufe  |
| ---------------------------- | ---------------------------------------------------------------------- | --------- |
| Argentinien (CAPIF)          | Platin (Warner) · + Gold (Sony)                                        | 90.000    |
| Australien (ARIA)            | 8× Platin                                                              | 720.000   |
| Deutschland (BVMI)           | Gold                                                                   | 250.000   |
| Finnland (IFPI)              | Gold                                                                   | 30.852    |
| Frankreich (SNEP)            | 2× Platin                                                              | 600.000   |
| Italien (FIMI)               | Gold                                                                   | 25.000    |
| Kanada (MC)                  | 3× Platin                                                              | 300.000   |
| Neuseeland (RMNZ)            | 3× Platin                                                              | 45.000    |
| Österreich (IFPI)            | Gold                                                                   | 25.000    |
| Schweiz (IFPI)               | Gold (Atlantic) · + Platin (Warner)                                    | 75.000    |
| Spanien (Promusicae)         | Platin (Warner) · + Gold (DRO)                                         | 150.000   |
| Vereinigte Staaten (RIAA)    | 4× Platin                                                              | 4.000.000 |
| Vereinigtes Königreich (BPI) | Gold                                                                   | 100.000   |
| Insgesamt                    | 8× Gold · 23× Platin ·                                                 | 6.410.852 |

| Land/Region               | Auszeichnungen für Musikverkäufe (Land/Region, Auszeichnung, Verkäufe) | Verkäufe  |
| ------------------------- | ---------------------------------------------------------------------- | --------- |
| Deutschland (BVMI)        | Gold                                                                   | 250.000   |
| Neuseeland (RMNZ)         | Platin                                                                 | 15.000    |
| Vereinigte Staaten (RIAA) | 4× Platin                                                              | 4.000.000 |
| Insgesamt                 | 1× Gold · 5× Platin ·                                                  | 4.270.000 |

## Konzertfilm
Ebenfalls während der The Razors Edge World Tour wurde neben dem Album auch ein mehrfach veröffentlichtes Konzertvideo unter dem Titel Live at Donington aufgezeichnet. Dabei handelt es sich um den Auftritt vom 17. August 1991 beim Monsters of Rock Festival im englischen Donington Park. Erstmals wurde das Konzert am 23. Oktober 1992 auf VHS veröffentlicht. Die DVD folgte am 3. November 2003, seit dem 26. Oktober 2007 ist Live at Donington auch in High-Definition auf Blu-ray Disc erhältlich. Dieses Konzertvideo beinhaltet die folgenden Lieder:
1. Thunderstruck
2. Shoot to Thrill
3. Back in Black
4. Hell Ain’t a Bad Place to Be
5. Heatseeker
6. Fire Your Guns
7. Jailbreak
8. The Jack
9. Dirty Deeds Done Dirt Cheap
10. Moneytalks
11. Hells Bells
12. High Voltage
13. Whole Lotta Rosie
14. You Shook Me All Night Long
15. T.N.T.
16. Let There Be Rock
17. Highway to Hell
18. For Those About to Rock (We Salute You)